# Jérôme Beausire
Pour les articles homonymes, voir Beausire.
Jérôme Beausire est un architecte français, né à Paris en 1709, et mort à Saint-Domingue en juillet 1761,.

## Biographie
Il est le fils de Jean Beausire, qui était, depuis 1705, « conseiller du roi, maistre général des bastimens de Sa Majesté, architecte maistre des œuvres, garde ayant charge des fontaines publiques de la ville de Paris, et contrôlleur des bastimens d'icelle ».
Il a été contrôleur des Poudres et Salpêtres du département de Paris.
Il a édifié des immeubles, rue des Cordeliers, en 1735 et rue du Vertbois, en 1745.
Entre 1738 et 1740, il est l’architecte de l’aile des boursiers du collège de Navarre. Seul l’avant-corps, aujourd’hui appelé « pavillon Joffre », subsiste dans l’enceinte de l’ancienne École polytechnique.
Dans la cathédrale Saint-Pierre de Beauvais, Jérôme Beausire a donné quatre plans de grilles pour remplacer la clôture en pierre datant du XVIe siècle. Cet ensemble de ferronneries est dû aux ferronniers Antoine Pichet, Benoît et Gabriel Parent, de Paris, et composé de deux grandes portes et des ferronneries des deux travées du sanctuaire. Il a été posé le 26 août 1739.
Il est présenté comme architecte de la 2e classe en 1735. Il est promu par le roi, le 2 décembre 1740, architecte de la 2e classe de l'Académie royale d'architecture,. Il est proposé comme architecte de la 1re classe en 1758. 
En 1742, il présente des dessins de relevés du premier ordre, corinthien, faits dans la cour du Louvre, qui sont présentés par Michel Tannevot et discutés en réunion de l'Académie. En avril 1742, l'Académie d'architecture doit discuter d'un différend entre Jérôme Beausire et Pierre Vigné de Vigny car ce dernier a critiqué les dessins présentés par le premier. Il doit présenter ses excuses à l'Académie et à Jérôme Beausire.
Jérôme Beaussire devait avoir un caractère instable. Il prévient l'Académie qu'il quitte Paris en avril 1760 pour se rendre à Saint-Domingue, pour une raison non explicitée, mais probablement à cause de dettes importantes. L'Académie doit récupérer dans son logement des documents qu'elle lui a confiés. Elle propose de dédommager sa logeuse pour les obtenir.
Jérôme Beausire était marié avec Élisabeth-Françoise Guérin, en 1736.

## Famille
- Jean Beausire (1651-1743), marié à Catherine Le Trotteur (vers 1670-1716) ;
  - Jean-Baptiste Augustin Beausire (1693-1764), marié en 1723 à Anne Carré, architecte, maître général des bâtiments du Roi à Paris en 1738[12]. Il a transmis sa charge de maître général en 1751 à son gendre à l'occasion de son mariage avec sa fille, mais la reprend en 1755 ;
    - Jean-Baptiste de Beausire (mort en 1762), ne veut pas poursuivre dans la carrière de son père, conseiller du roi, lieutenant du roi au grenier au sel, marié à Jeanne Félicité Lamoureux de La Genetière (morte le 13 mai 1771) ;
      - Jean-Baptiste Toussaint de Beausire (né le 6 novembre 1761-mort le 3 février 1818)[13], écuyer. Orphelin à 10 ans, il va mener une vie dissolue qui va l'amener dans les maisons de correction où il a pu rencontrer Saint-Just. Après avoir dilapidé la moitié de sa fortune, le conseil de famille composé de Laurent Destouches, Pierre Payen, Pierre-Louis Moreau-Desproux, le font interdire par un arrêt du Châtelet du 12 mai 1786. Il n'aura droit qu'à une rente de 400 livres. Pierre-Louis Moreau-Desproux a eu des propos assez rudes contre son neveu. Ce dernier ne les a pas oubliés et va le dénoncer pendant la Terreur. Toussaint de Beausire est devenu l'amant de Marie-Nicole Leguay qui s'est trouvée impliquée dans l'affaire du collier de la reine car sa ressemblance avec la reine Marie-Antoinette a amené la comtesse de La Motte à lui demander de jouer le rôle de la reine contre un paiement de 15 000 livres. Les deux amants s'enfuient à Bruxelles le 17 octobre 1785 mais reviennent en France le 2 novembre et placés à la Bastille. Le parlement de Paris met Marie-Nicole Leguay dite d'Oliva ou Dessigny hors de cause et de procès. Toussaint Beausire est libéré le 11 mars 1786. Marie-Nicole Leguay ayant eu un enfant de son amant, ils se marient peu après, marie Marie-Nicole Leguay port plainte contre son mari le 19 janvier 1789. Elle meurt le 24 juin 1789. Il a participé à la prise de la Bastille et marché sur Versailles le 5 octobre. Il s'est retiré à Choisy-sur-Seine où il s'est remarié le 6 octobre 1791 avec Adélaïde Duport et y a été désigné procureur de la commune. Jean-Baptiste Toussaint de Beausire, pamphlétaire, va être mêlé à la conspiration des prisons mais il est acquitté en 1795. Il est mort le 3 février 1818, contrôleur des contributions du Pas-de-Calais ;

    - Anne Charlotte Julie Beausire, mariée en 1751 à Laurent Destouches, écuyer, seigneur de Mignaux, architecte, maître général des bâtiments du Roi à Paris en 1751 mais qu'il rend à son beau-père en 1755, notaire et secrétaire du Roi près la cour des Aides de Paris ;

  - Jérôme Beausire (1709-1761), architecte ;
  - Catherine Angélique Beausire (1698-1774), marié à Romain Moreau (né vers 1695) ;
    - Pierre-Louis Moreau-Desproux (1727-1794), architecte, maître général des bâtiments du Roi à Paris en 1763 ;

  - Catherine-Élisabeth s'est mariée en 1717 avec Barthélemy Bourdet ;
  - Élisabeth-Denise Beausire, s'est mariée en 1724 avec Jacques Vinage (vers 1690-1735), architecte.